# Лихнид (списание)
„Лихнид“ (на македонска литературна норма: Лихнид) е научно историческо и археологическо списание от Северна Македония.
„Лихнид“ представлява периодичен сборник на трудове, издание на Народния музей в Охрид (по-късно Институт за защита на паметниците на културата и музей – Охрид). Първият брой излиза в 1957 година, а последният седми брой в 1987 година. Списанието дава трибуна на археологическите, исторически, етноложки и лингвистични проучвания на музея.